# Suga's Interlude
Suga's Interlude è un singolo promozionale della cantante statunitense Halsey, tredicesima traccia del suo terzo album in studio Manic. Si tratta di una collaborazione con il rapper sudcoreano Suga.
Il brano, scritto dai due interpreti con Peter Losnegård e prodotto da quest'ultimo con Suga e Pdogg, è stato pubblicato il 6 dicembre 2019, in concomitanza con il secondo singolo promozionale estratto da Manic, Finally // Beautiful Stranger.

## Descrizione
Suga's Interlude è una ballad K-pop che ruota attorno ad una melodia al pianoforte, con testi che esplorano i temi dell'appagamento, del disprezzo di sé e dell'egotismo mentre "esortano i fan a continuare a inseguire i loro sogni e guardare al futuro". Parlando del motivo per il quale avesse incluso Suga nella traccia durante una diretta su Instagram, Halsey ha affermato: "Yoongi è molto introspettivo e ha questa prospettiva davvero intelligente su dove siamo e che cosa stiamo facendo nei nostri stili di vita unici".

## Accoglienza
Lexi Lane di Atwood Magazine ha menzionato che "la combinazione tra le parti rap e quelle più lente cantate da Halsey si armonizza bene sonoramente e fornisce un ponte tra lingue e culture". Sara Delgado su Teen Vogue ha descritto il pezzo come "una traccia dal ritmo morbido" che "mescola i tasti del pianoforte a sintetizzatori ariosi", oltre che "la voce espressiva di Halsey all'abilità tagliente nel rap di Suga". In un articolo per Consequence, Nara Corcoran ha definito il pezzo una "ballata oppressa" con Halsey che "canta tristemente sopra una melodia al piano sobria" e Suga che "rappa in coreano velocemente ma gentilmente". Jason Lipshutz di Billboard ha descritto la produzione come "triste, guidata dal pianoforte", che vede "Halsey [dispiegare] un ritornello completo che si concentra sulla lotta interiore" mentre "Suga entra volando con rime veloci".

## Classifiche
| Classifica (2019) | Posizione massima |
| ----------------- | ----------------- |
| Corea del Sud     | 194               |
| Grecia            | 79                |
| Malaysia          | 15                |
| Singapore         | 29                |
| Ungheria          | 9                 |